# Нагрудный знак МИД России «За вклад в международное сотрудничество»
Нагрудный знак Министерства иностранных дел Российской Федерации «За вклад в международное сотрудничество» — награда Министерства иностранных дел Российской Федерации. Знак не является ведомственным знаком отличия в труде, и не предоставляет права получения звания «Ветеран труда».

## Правила награждения
Согласно Положению нагрудным знаком награждаются:
- граждане Российской Федерации,
- иностранные граждане,
- лица без гражданства,
- ветераны дипломатической службы, продолжающие вносить значительный вклад в укрепление международных позиций Российской Федерации.

Награждение знаком производится за:
- активную совместную работу с МИД России по развитию двустороннего сотрудничества,
- популяризацию русского языка и культуры,
- осуществление проектов по поддержке соотечественников,
- другие конкретные заслуги.

## Правила ношения
Знак носится на левой стороне груди и располагается ниже государственных наград Российской 
Федерации.

## Описание знака
Нагрудный знак представляет собой семилучевой орденский знак, белые лучи которого выполнены в форме «ласточкиного хвоста» (луч мальтийского креста), каждый луч внутри имеет треугольник бирюзовой эмали с основанием у центра и вершиной, упирающейся в тупой нижний угол верхней части луча. Размер звезды 40 мм между остриями лучей по диагонали. В центре знака на схематическом изображении параллелей и меридиан по плоскости голубого фона находится золотой двуглавый орел с пальмовыми ветвями в лапах, вне сетки меридиан по бордово-красному кругу расположен серебряный лавровый венок с серебряной же надписью внизу «МИД России». Основные лучи знака между собой украшены золотыми штралами. 
Знак при помощи ушка и кольца соединяется с пятиугольной колодкой, обтянутой шёлковой муаровой лентой шириной 24 мм. Левая её часть традиционна для наградной системы МИД России: жёлтая-зелёная-жёлтая, соответственно 1 мм, 10 мм, 1 мм. Правая часть красная-белая-красная в соотношении 5,3,5 мм. 
Оборотная сторона знака очерчена кантом, внутри в три строки надпись «За вклад в международное сотрудничество», ниже «№_». 
Фрачный вариант повторяет рисунок звезды, но без венка и надписи в центре. Размер лацканного знака 18 мм по диагонали между остриями лучей.